# Kingsman : Services secrets (comics)
Cet article concerne le comics original. Pour le film, voir Kingsman : Services secrets.
Pour les articles homonymes, voir Kingsman.
Kingsman : Services secrets (The Secret Service) est une série de comic book créée par Mark Millar et Dave Gibbons. Elle est publiée en 6 numéros dès le 11 avril 2012. En France, il est publié par Panini Comics. L'intégrale des 6 numéros sort en France le 11 février 2015.

## Synopsis
L'espion britannique Jack London travaille sur l'affaire la plus importante de sa carrière. Mais il doit aussi s'occuper de son neveu, Gary, qui se retrouve souvent en prison. Jack décide de le former au métier d'agent secret. Ils enquêtent ensemble sur la disparition de nombreuses célébrités (Ridley Scott, Pierce Brosnan, Patrick Stewart, David Beckham…).

## Publications
1. The Secret Service #1 (11 avril 2012)[3]
2. The Secret Service #2 (16 mai 2012)[4]
3. The Secret Service #3 (18 juillet 2012)[5]
4. The Secret Service #4 (10 octobre 2012)[6]
5. The Secret Service #5 (19 décembre 2012)[7]
6. The Secret Service #6 (10 avril 2013)[8]

### En France
- Kingsman : Services Secrets (11 février 2015)  (ISBN 2809444064)[2]

## Personnages
- Jack London : alias Oncle Jack, il travaille pour le gouvernement britannique, sous affiliation au MI6. C'est un des meilleurs agents, opérant depuis une trentaine d'années. Pour sa couverture, il travaille dans la Fraud Squad (en) (brigade financière britannique). Ce poste de policier lui permet de sortir régulièrement de prison son neveu Gary.
- Gary London : Gary est le neveu de Jack. Il fait beaucoup de “bêtises” qui le conduisent souvent derrière les barreaux, jusqu'à ce que son oncle Jack le recrute au MI6. Malgré de gros problèmes pour s'adapter à son nouveau style de vie, il deviendra l'espion gentleman que son oncle voit en lui.
- Dr. James Arnold : il est le principal antagoniste. C'est un entrepreneur à succès œuvrant dans les télécommunications, principalement dans la téléphonie mobile. Très jeune, il était déjà la 127e fortune mondiale. Il souhaite provoquer un holocauste en contrôlant l'esprit des gens via des satellites. Il ne veut sauver que quelques personnes qu'il admire, la plupart étant des célébrités.
- Rupert Greaves : c'est un agent vétéran du MI6. Il éduque et entraîne les nouvelles recrues.
- Gazelle : il est l'homme de main le plus proche du Dr. Arnold. Il possède des jambes bioniques.
- Sir Giles : il est le chef du MI6.
- Ambrosia Chase : elle est la petite-amie du Dr. Arnold et est surtout avec lui pour l'argent.

## Adaptation cinématographique
Le film est réalisé par Matthew Vaughn et sort en 2015. Le projet avait été développé lors du tournage de Kick-Ass, autre adaptation d'un comics de Mark Millar mise en scène par Matthew Vaughn.
Le film diffère assez du comics :
- Le personnage de Jack London est renommé Harry Hart dans le film. Par ailleurs, le jeune Gary London s'appelle Gary « Eggsy » Unwin. Il n'est pas le neveu d'Harry mais le fils d'un agent décédé quelques années plus tôt et qui a aujourd'hui des problèmes avec la justice[9].
- Dans le film, les espions travaillent pour une agence nommée Kingsman (« l'homme du Roi »). Tous les membres portent des noms de codes en référence aux Chevaliers de la Table ronde et à la légende arthurienne : le chef est Arthur et les agents se nomment Galaad (Colin Firth), Merlin (Mark Strong), Lancelot (Jack Davenport)[9].
- Contrairement au comics, le méchant principal n'est pas le Dr. Arnold mais Richmond Valentine (incarné par Samuel L. Jackson).
- Dans le film, le personnage de Gazelle est une femme interprétée par Sofia Boutella.

Une suite, Kingsman : Le Cercle d'or, est sortie en 2017. Une préquelle, The King's Man : Première mission, est sortie en 2021. D'autres films sont également prévus.